# Minik Rosing
Minik Thorleif Rosing (født 2. februar 1957 i Nuuk, Grønland), er en verdenskendt grønlandsk geolog, der siden 2000 har været professor i geologi ved Københavns Universitet.
Han er søn af tegner og forfatter Jens Rosing og Dagny Rosing, født Nielsen. 
Minik Rosing har under analyse af isua-sediment fundet ud af, at fotosyntese fandt sted allerede for 3,7 milliarder år siden. 
Anerkendelser:
- Ebbe Muncks Hæderspris 2001[6][7]
- Danmarks Geologipris 2008[8]
- Rosenkjærprisen 2013[9]
- Tøger Seidenfaden-prisen 2014[10]
- Rungstedlundprisen 2018, som hvert år tildeles en fremtrædende forfatter på Karen Blixens fødselsdag[11]

Minik Rosing fungerede som en af togtlederne på Galathea 3-ekspeditionen fra dens start i 2006.